# Église de Malate
L’église Notre-Dame du Secours (Our Lady of Remedies), mieux connue sous le vocable d'église de Malate, est un édifice religieux catholique sis à Malate, un district de Manille aux Philippines. Faisant face à la mer (baie de Manille), l'église de style baroque (XVIe siècle) fut construite par les Augustins récollets. Elle est aujourd'hui paroisse catholique ; les services paroissiaux sont assurés par les missionnaires de Saint Colomban depuis 1929.

## Histoire
Construite au début du XVIIe siècle par les moines augustiniens, l'église y reçoit solennellement en 1624 la statue de Notre Dame du Secours (Nuestra Señora de Remedios) apportée d’Espagne.  La statue, objet de grande dévotion, se trouve toujours au-dessus du maître-autel.

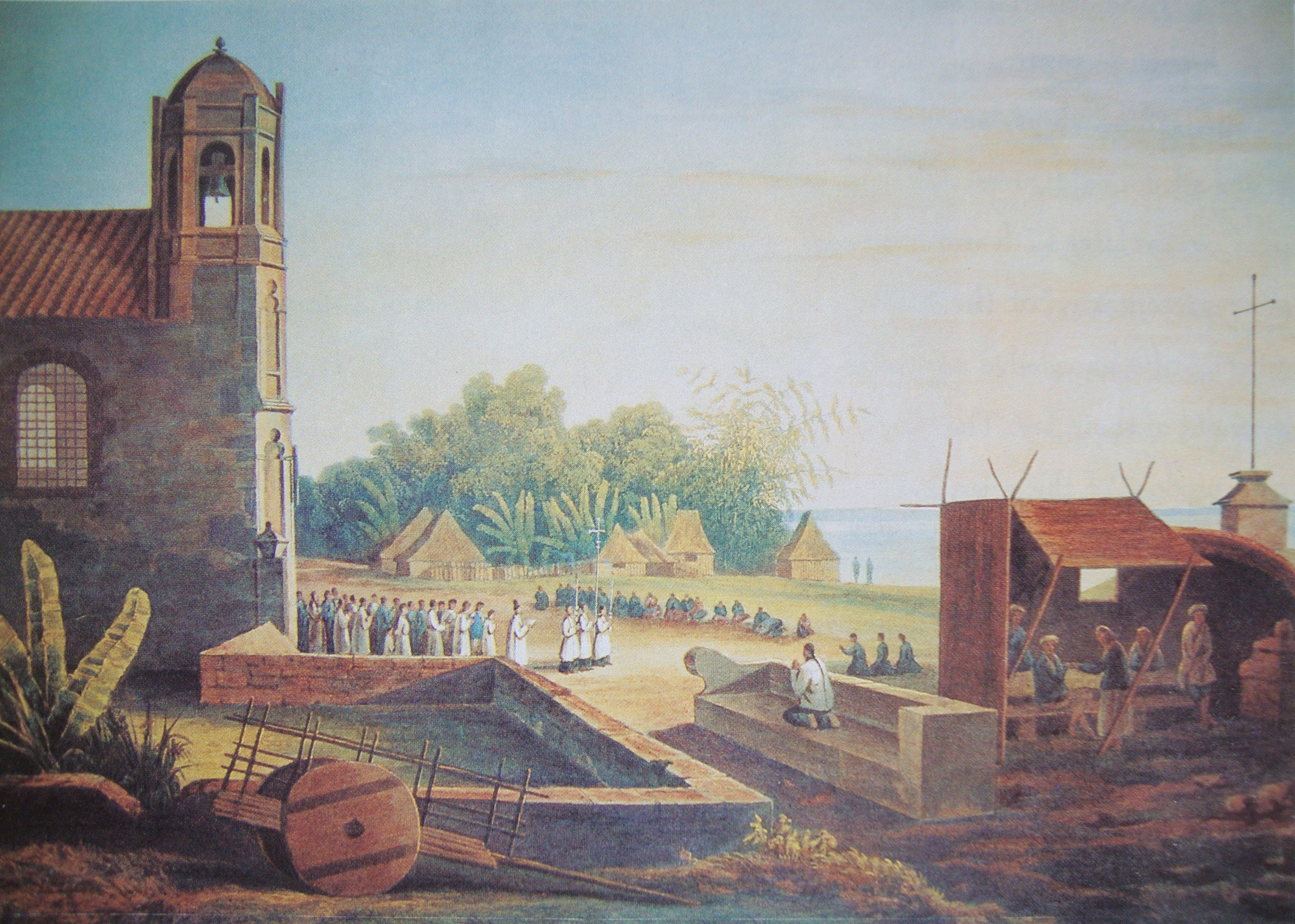
Procession sortant de l'église de Malate (gravure du livre de Cyrille Laplace, 1831)

Située en bord de mer l'église est souvent fort exposée lors d’invasions et conquêtes. Débarquant dans la baie de Manille, les Anglais occupent l'église en 1762, l'utilisant comme base arrière dans leur avancée vers Manille (l'Intramuros') et la conquête du fort Santiago.
Elle subit de graves dégâts lors du tremblement de terre du 3 juin 1863, mais elle est restaurée sans délai. 

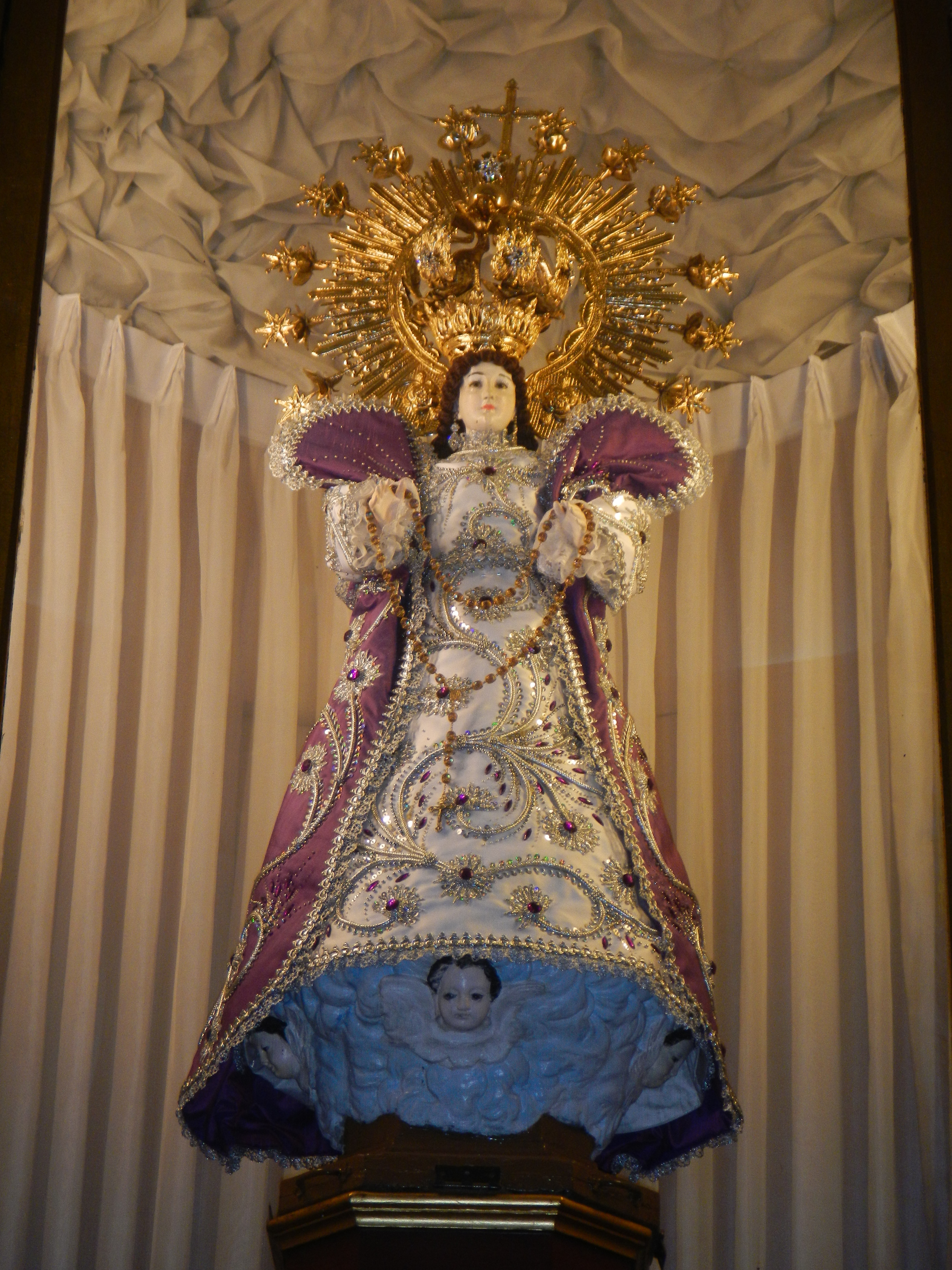
Notre-Dame du Secours (au-dessus de l'autel).

Cinq missionnaires de Saint Colomban et des milliers de paroissiens perdent la vie en février 1945 lors de la bataille pour la reconquête de Manille, dans les derniers mois de la Seconde Guerre mondiale. Les prêtres Colombans, accusés de collaboration avec les résistants philippins meurent des sévices subis aux mains des japonais. Les autres sont victimes des bombardements accompagnant la progression des américains vers Manille.
Au cours de son histoire, l'église passe des Augustins récollets au clergé diocésain, puis est confiée aux Rédemptoristes et, depuis 1929, les missionnaires de Saint Colomban en assurent les services paroissiaux.